# World Grand Prix 2017
Il World Grand Prix 2017 si è svolto dal 7 luglio al 6 agosto 2017: al torneo hanno partecipato trentadue squadre nazionali e la vittoria finale è andata per la dodicesima volta, la seconda consecutiva, al Brasile.

## Regolamento

### Formula
Le squadre, divise in tre gruppi, hanno disputato una prima fase a gironi con formula del girone all'italiana; al termine della prima fase:
- Le prime tre classificate del gruppo 3 e la squadra del paese organizzatore (nel caso in cui sia stata tra le prime tre classificate, si è qualificata la quarta classificata del gruppo 3) hanno acceduto alla fase finale strutturata in semifinali, finale per il terzo posto e finale.
- Le prime tre classificate del gruppo 2 e la squadra del paese organizzatore (nel caso in cui sia stata tra le prime tre classificate, si è qualificata la quarta classificata del gruppo 2) hanno acceduto alla fase finale strutturata in semifinali, finale per il terzo posto e finale.
- Le prime cinque classificate del gruppo 1 e la squadra del paese organizzatore (nel caso in cui sia stata tra le prime cinque classificate, si è qualificata la sesta classificata del gruppo 1) hanno acceduto alla fase finale strutturata con una fase a gironi con formula del girone all'italiana, dove le prime due classificate di ogni girone hanno acceduto alla Final Four, strutturata in semifinali, finale per il terzo posto e finale.

### Criteri di classifica
Se il risultato finale è stato di 3-0 o 3-1 sono stati assegnati 3 punti alla squadra vincente e 0 a quella sconfitta, se il risultato finale è stato di 3-2 sono stati assegnati 2 punti alla squadra vincente e 1 a quella sconfitta.
L'ordine del posizionamento in classifica è stato definito in base a:
- Numero di partite vinte;
- Punti;
- Ratio dei set vinti/persi;
- Ratio dei punti realizzati/subiti;
- Risultati degli scontri diretti.

## Squadre partecipanti
| Squadra           | Qualificazione               | Ultima partecipazione |
| ----------------- | ---------------------------- | --------------------- |
| Algeria           | 28ª al World Grand Prix 2016 | World Grand Prix 2016 |
| Argentina         | 17ª al World Grand Prix 2016 | World Grand Prix 2016 |
| Australia         | 27ª al World Grand Prix 2016 | World Grand Prix 2016 |
| Belgio            | 11ª al World Grand Prix 2016 | World Grand Prix 2016 |
| Brasile           | 1ª al World Grand Prix 2016  | World Grand Prix 2016 |
| Bulgaria          | 16ª al World Grand Prix 2016 | World Grand Prix 2016 |
| Canada            | 19ª al World Grand Prix 2016 | World Grand Prix 2016 |
| Camerun           | Wild card                    | Debutto               |
| Cina              | 5ª al World Grand Prix 2016  | World Grand Prix 2016 |
| Colombia          | 24ª al World Grand Prix 2016 | World Grand Prix 2016 |
| Corea del Sud     | Wild card                    | World Grand Prix 2014 |
| Croazia           | 21ª al World Grand Prix 2016 | World Grand Prix 2016 |
| Francia           | Wild card                    | Debutto               |
| Germania          | 12ª al World Grand Prix 2016 | World Grand Prix 2016 |
| Giappone          | 9ª al World Grand Prix 2016  | World Grand Prix 2016 |
| Italia            | 8ª al World Grand Prix 2016  | World Grand Prix 2016 |
| Kazakistan        | 22ª al World Grand Prix 2016 | World Grand Prix 2016 |
| Messico           | 26ª al World Grand Prix 2016 | World Grand Prix 2016 |
| Paesi Bassi       | 3ª al World Grand Prix 2016  | World Grand Prix 2016 |
| Perù              | 23ª al World Grand Prix 2016 | World Grand Prix 2016 |
| Polonia           | 14ª al World Grand Prix 2016 | World Grand Prix 2016 |
| Porto Rico        | 15ª al World Grand Prix 2016 | World Grand Prix 2016 |
| Rep. Ceca         | 18ª al World Grand Prix 2016 | World Grand Prix 2016 |
| Rep. Dominicana   | 13ª al World Grand Prix 2016 | World Grand Prix 2016 |
| Russia            | 4ª al World Grand Prix 2016  | World Grand Prix 2016 |
| Serbia            | 7ª al World Grand Prix 2016  | World Grand Prix 2016 |
| Stati Uniti       | 2ª al World Grand Prix 2016  | World Grand Prix 2016 |
| Thailandia        | 6ª al World Grand Prix 2016  | World Grand Prix 2016 |
| Trinidad e Tobago | Wild card                    | Debutto               |
| Turchia           | 10ª al World Grand Prix 2016 | World Grand Prix 2016 |
| Ungheria          | Wild card                    | Debutto               |
| Venezuela         | Wild card                    | Debutto               |

## Torneo

### Fase a gironi

#### Gruppo 1

##### Primo week-end
| Girone A1 | Girone B1   | Girone C1       |
| --------- | ----------- | --------------- |
| Belgio    | Cina        | Giappone        |
| Brasile   | Italia      | Paesi Bassi     |
| Serbia    | Russia      | Rep. Dominicana |
| Turchia   | Stati Uniti | Thailandia      |

###### Girone A1
| 7 luglio 2017 Başkent Voleybol Salonu, Ankara Durata: 1h:21 - Spettatori: 3 000 | Turchia | 0 - 3 | Serbia  | 19-25, 17-25, 15-25               |
| 7 luglio 2017 Başkent Voleybol Salonu, Ankara Durata: 1h:33 - Spettatori: 600   | Belgio  | 0 - 3 | Brasile | 22-25, 23-25, 18-25               |
| 8 luglio 2017 Başkent Voleybol Salonu, Ankara Durata: 1h:25 - Spettatori: 600   | Brasile | 0 - 3 | Serbia  | 19-25, 20-25, 19-25               |
| 8 luglio 2017 Başkent Voleybol Salonu, Ankara Durata: 1h:58 - Spettatori: 3 500 | Turchia | 3 - 1 | Belgio  | 23-25, 25-20, 25-20, 25-16        |
| 9 luglio 2017 Başkent Voleybol Salonu, Ankara Durata: 1h:24 - Spettatori: 1 500 | Serbia  | 3 - 0 | Belgio  | 25-18, 25-18, 25-18               |
| 9 luglio 2017 Başkent Voleybol Salonu, Ankara Durata: 2h:32 - Spettatori: 7 000 | Turchia | 2 - 3 | Brasile | 26-24, 17-25, 18-25, 25-22, 13-15 |

###### Girone B1
| 7 luglio 2017 Kunshan Sports Centre Stadium, Kunshan Durata: 2h:06 - Spettatori: 1 380 | Stati Uniti | 3 - 2 | Russia      | 22-25, 25-19, 25-27, 25-16, 15-11 |
| 7 luglio 2017 Kunshan Sports Centre Stadium, Kunshan Durata: 1h:56 - Spettatori: 4 440 | Cina        | 3 - 1 | Italia      | 25-20, 20-25, 25-23, 25-20        |
| 8 luglio 2017 Kunshan Sports Centre Stadium, Kunshan Durata: 1h:17 - Spettatori: 1 279 | Italia      | 0 - 3 | Stati Uniti | 21-25, 22-25, 19-25               |
| 8 luglio 2017 Kunshan Sports Centre Stadium, Kunshan Durata: 2h:19 - Spettatori: 4 565 | Cina        | 3 - 2 | Russia      | 24-26, 25-21, 16-25, 27-25, 16-14 |
| 9 luglio 2017 Kunshan Sports Centre Stadium, Kunshan Durata: 2h:13 - Spettatori: 1 470 | Russia      | 2 - 3 | Italia      | 21-25, 29-27, 26-24, 24-26, 10-15 |
| 9 luglio 2017 Kunshan Sports Centre Stadium, Kunshan Durata: 1h:28 - Spettatori: 5 315 | Cina        | 0 - 3 | Stati Uniti | 22-25, 22-25, 21-25               |

###### Girone C1
| 7 luglio 2017 Omnisport Apeldoorn, Apeldoorn Durata: 1h:25 - Spettatori: 4 300 | Paesi Bassi     | 3 - 0 | Rep. Dominicana | 25-21, 25-19, 25-21              |
| 7 luglio 2017 Omnisport Apeldoorn, Apeldoorn Durata: 1h:57 - Spettatori: 1 800 | Giappone        | 3 - 2 | Thailandia      | 25-19, 18-25, 25-14, 22-25, 15-9 |
| 8 luglio 2017 Omnisport Apeldoorn, Apeldoorn Durata: 1h:15 - Spettatori: 5 500 | Paesi Bassi     | 3 - 0 | Thailandia      | 25-20, 26-24, 25-16              |
| 8 luglio 2017 Omnisport Apeldoorn, Apeldoorn Durata: 2h:23 - Spettatori: 3 670 | Rep. Dominicana | 3 - 1 | Giappone        | 25-20, 25-19, 24-26, 29-27       |
| 9 luglio 2017 Omnisport Apeldoorn, Apeldoorn Durata: 2h:09 - Spettatori: 5 500 | Paesi Bassi     | 2 - 3 | Giappone        | 25-17, 25-21, 18-25, 22-25, 9-15 |
| 9 luglio 2017 Omnisport Apeldoorn, Apeldoorn Durata: 2h:03 - Spettatori: 1 100 | Thailandia      | 1 - 3 | Rep. Dominicana | 22-25, 25-22, 22-25, 18-25       |

##### Secondo week-end
| Girone D1  | Girone E1   | Girone F1       |
| ---------- | ----------- | --------------- |
| Brasile    | Cina        | Belgio          |
| Giappone   | Italia      | Paesi Bassi     |
| Serbia     | Stati Uniti | Rep. Dominicana |
| Thailandia | Turchia     | Russia          |

###### Girone D1
| 14 luglio 2017 Sendai City Gymnasium, Sendai Durata: 1h:24 - Spettatori: 800   | Brasile  | 3 - 0 | Serbia     | 26-24, 25-17, 25-22               |
| 14 luglio 2017 Sendai City Gymnasium, Sendai Durata: 1h:33 - Spettatori: 2 950 | Giappone | 3 - 1 | Thailandia | 25-19, 17-25, 25-18, 25-19        |
| 15 luglio 2017 Sendai City Gymnasium, Sendai Durata: 1h:21 - Spettatori: 3 650 | Giappone | 0 - 3 | Serbia     | 21-25, 20-25, 20-25               |
| 15 luglio 2017 Sendai City Gymnasium, Sendai Durata: 1h:24 - Spettatori: 2 100 | Brasile  | 0 - 3 | Thailandia | 22-25, 21-25, 27-29               |
| 16 luglio 2017 Sendai City Gymnasium, Sendai Durata: 2h:12 - Spettatori: 3 900 | Giappone | 3 - 2 | Brasile    | 25-22, 26-24, 19-25, 20-25, 17-15 |
| 16 luglio 2017 Sendai City Gymnasium, Sendai Durata: 1h:36 - Spettatori: 1 850 | Serbia   | 3 - 1 | Thailandia | 25-17, 23-25, 25-16, 25-19        |

###### Girone E1
| 14 luglio 2017 Fórum de Macau, Macao Durata: 2h:01 - Spettatori: 2 880 | Stati Uniti | 3 - 1 | Turchia     | 25-21, 24-26, 25-19, 25-12        |
| 14 luglio 2017 Fórum de Macau, Macao Durata: 1h:20 - Spettatori: 3 935 | Cina        | 0 - 3 | Italia      | 19-25, 22-25, 21-25               |
| 15 luglio 2017 Fórum de Macau, Macao Durata: 2h:06 - Spettatori: 3 265 | Stati Uniti | 2 - 3 | Italia      | 22-25, 25-22, 21-25, 25-13, 13-15 |
| 15 luglio 2017 Fórum de Macau, Macao Durata: 2h:01 - Spettatori: 3 900 | Cina        | 3 - 1 | Turchia     | 25-23, 19-25, 25-23, 25-23        |
| 16 luglio 2017 Fórum de Macau, Macao Durata: 1h:17 - Spettatori: 3 235 | Italia      | 3 - 0 | Turchia     | 25-13, 25-20, 25-14               |
| 16 luglio 2017 Fórum de Macau, Macao Durata: 2h:17 - Spettatori: 4 090 | Cina        | 3 - 2 | Stati Uniti | 25-27, 25-23, 25-21, 23-25, 15-11 |

###### Girone F1
| 14 luglio 2017 Dvorec Sporta Jantarnyj, Kaliningrad Durata: 1h:18 - Spettatori: 1 100 | Paesi Bassi     | 3 - 0 | Belgio          | 25-22, 25-19, 25-21               |
| 14 luglio 2017 Dvorec Sporta Jantarnyj, Kaliningrad Durata: 1h:46 - Spettatori: 2 600 | Russia          | 3 - 1 | Rep. Dominicana | 16-25, 25-23, 25-21, 25-14        |
| 15 luglio 2017 Dvorec Sporta Jantarnyj, Kaliningrad Durata: 2h:11 - Spettatori: 1 000 | Paesi Bassi     | 3 - 2 | Rep. Dominicana | 23-25, 22-25, 25-22, 25-23, 15-8  |
| 15 luglio 2017 Dvorec Sporta Jantarnyj, Kaliningrad Durata: 1h:25 - Spettatori: 3 400 | Russia          | 3 - 0 | Belgio          | 26-24, 25-14, 25-22               |
| 16 luglio 2017 Dvorec Sporta Jantarnyj, Kaliningrad Durata: 2h:01 - Spettatori: 1 000 | Rep. Dominicana | 3 - 2 | Belgio          | 25–13, 21–25, 25–21, 18–25, 15–11 |
| 16 luglio 2017 Dvorec Sporta Jantarnyj, Kaliningrad Durata: 1h:14 - Spettatori: 3 900 | Russia          | 0 - 3 | Paesi Bassi     | 25–13, 21–25, 25–21, 18–25, 15–11 |

##### Terzo week-end
| Girone G1 | Girone H1       | Girone I1   |
| --------- | --------------- | ----------- |
| Cina      | Italia          | Belgio      |
| Giappone  | Rep. Dominicana | Brasile     |
| Russia    | Thailandia      | Paesi Bassi |
| Serbia    | Turchia         | Stati Uniti |

###### Girone G1
| 21 luglio 2017 Hong Kong Coliseum, Hong Kong Durata: 1h:21 - Spettatori: 8 360  | Serbia   | 3 - 0 | Russia   | 26-24, 25-14, 25-19               |
| 21 luglio 2017 Hong Kong Coliseum, Hong Kong Durata: 1h:59 - Spettatori: 10 714 | Cina     | 3 - 1 | Giappone | 25-19, 25-20, 33-35, 25-21        |
| 22 luglio 2017 Hong Kong Coliseum, Hong Kong Durata: 2h:03 - Spettatori: 8 358  | Giappone | 3 - 2 | Serbia   | 21-25, 20-25, 25-23, 25-20, 15-12 |
| 22 luglio 2017 Hong Kong Coliseum, Hong Kong Durata: 2h:02 - Spettatori: 10 714 | Cina     | 1 - 3 | Russia   | 23-25, 25-22, 18-25, 26-28        |
| 23 luglio 2017 Hong Kong Coliseum, Hong Kong Durata: 2h:04 - Spettatori: 8 191  | Giappone | 3 - 2 | Russia   | 23-25, 19-25, 25-20, 25-22, 15-10 |
| 23 luglio 2017 Hong Kong Coliseum, Hong Kong Durata: 1h:45 - Spettatori: 10 714 | Cina     | 1 - 3 | Serbia   | 21-25, 20-25, 25-18, 15-25        |

###### Girone H1
| 21 luglio 2017 Palazzetto dello Sport Huamark, Bangkok Durata: 2h:02 - Spettatori: 5 000  | Italia          | 3 - 1 | Turchia         | 25-17, 20-25, 25-21, 32-30       |
| 21 luglio 2017 Palazzetto dello Sport Huamark, Bangkok Durata: 2h:03 - Spettatori: 9 000  | Thailandia      | 2 - 3 | Rep. Dominicana | 25-17, 21-25, 26-24, 21-25, 7-15 |
| 22 luglio 2017 Palazzetto dello Sport Huamark, Bangkok Durata: 1h:18 - Spettatori: 6 000  | Italia          | 3 - 0 | Rep. Dominicana | 25-20, 25-22, 25-15              |
| 22 luglio 2017 Palazzetto dello Sport Huamark, Bangkok Durata: 1h:17 - Spettatori: 10 000 | Thailandia      | 3 - 0 | Turchia         | 25-20, 25-22, 25-11              |
| 23 luglio 2017 Palazzetto dello Sport Huamark, Bangkok Durata: 1h:40 - Spettatori: 6 000  | Rep. Dominicana | 0 - 3 | Turchia         | 14-25, 31-33, 23-25              |
| 23 luglio 2017 Palazzetto dello Sport Huamark, Bangkok Durata: 1h:19 - Spettatori: 11 000 | Thailandia      | 3 - 0 | Italia          | 25-13, 25-21, 25-20              |

###### Girone I1
| 20 luglio 2017 Ginásio Aecim Tocantins, Cuiabá Durata: 1h:27 - Spettatori: 3 380  | Brasile     | 3 - 0 | Belgio      | 28-26, 25-19, 25-20              |
| 20 luglio 2017 Ginásio Aecim Tocantins, Cuiabá Durata: 1h:53 - Spettatori: 1 100  | Stati Uniti | 3 - 1 | Paesi Bassi | 25-15, 23-25, 28-26, 25-21       |
| 21 luglio 2017 Ginásio Aecim Tocantins, Cuiabá Durata: 1h:45 - Spettatori: 4 776  | Brasile     | 3 - 1 | Paesi Bassi | 25-17, 25-14, 18-25, 25-19       |
| 21 luglio 2017 Ginásio Aecim Tocantins, Cuiabá Durata: 1h:42 - Spettatori: 527    | Stati Uniti | 3 - 1 | Belgio      | 25-14, 16-25, 25-19, 26-24       |
| 23 luglio 2017 Ginásio Aecim Tocantins, Cuiabá Durata: 1h:45 - Spettatori: 10 143 | Brasile     | 3 - 1 | Stati Uniti | 25-20, 25-13, 18-25, 25-18       |
| 23 luglio 2017 Ginásio Aecim Tocantins, Cuiabá Durata: 2h:06 - Spettatori: 1 253  | Belgio      | 2 - 3 | Paesi Bassi | 27-29, 25-18, 12-25, 25-22, 8-15 |

##### Classifica
| Pos | Squadra         | Pt | G | V | P | SV | SP | Ratio | PF  | PS  | Ratio |
| --- | --------------- | -- | - | - | - | -- | -- | ----- | --- | --- | ----- |
| 1.  | Serbia          | 22 | 9 | 7 | 2 | 23 | 8  | 2,875 | 735 | 621 | 1,183 |
| 2.  | Stati Uniti     | 19 | 9 | 6 | 3 | 23 | 14 | 1,642 | 843 | 778 | 1,083 |
| 3.  | Brasile         | 18 | 9 | 6 | 3 | 20 | 13 | 1,538 | 765 | 702 | 1,089 |
| 4.  | Paesi Bassi     | 17 | 9 | 6 | 3 | 22 | 13 | 1,692 | 781 | 736 | 1,061 |
| 5.  | Italia          | 16 | 9 | 6 | 3 | 19 | 14 | 1,357 | 748 | 720 | 1,038 |
| 6.  | Giappone        | 13 | 9 | 6 | 3 | 20 | 20 | 1,000 | 868 | 876 | 0,990 |
| 7.  | Cina            | 13 | 9 | 5 | 4 | 17 | 19 | 0,894 | 818 | 838 | 0,976 |
| 8.  | Rep. Dominicana | 11 | 9 | 4 | 5 | 15 | 21 | 0,714 | 782 | 808 | 0,967 |
| 9.  | Russia          | 13 | 9 | 3 | 6 | 17 | 20 | 0,850 | 801 | 830 | 0,965 |
| 10. | Thailandia      | 11 | 9 | 3 | 6 | 16 | 18 | 0,888 | 726 | 751 | 0,966 |
| 11. | Turchia         | 7  | 9 | 2 | 7 | 11 | 22 | 0,500 | 696 | 780 | 0,892 |
| 12. | Belgio          | 2  | 9 | 0 | 9 | 6  | 7  | 0,222 | 659 | 782 | 0,842 |

#### Gruppo 2

##### Primo week-end
| Girone A2     | Girone B2 | Girone C2  |
| ------------- | --------- | ---------- |
| Bulgaria      | Argentina | Colombia   |
| Corea del Sud | Canada    | Perù       |
| Germania      | Croazia   | Porto Rico |
| Kazakistan    | Polonia   | Rep. Ceca  |

###### Girone A2
| 7 luglio 2017 Bulstrad Arena, Ruse Durata: 1h:57 - Spettatori: 250   | Corea del Sud | 3 - 1 | Germania      | 19-25, 25-23, 25-18, 25-23        |
| 7 luglio 2017 Bulstrad Arena, Ruse Durata: 1h:12 - Spettatori: 640   | Bulgaria      | 3 - 0 | Kazakistan    | 25-22, 25-19, 25-14               |
| 8 luglio 2017 Bulstrad Arena, Ruse Durata: 1h:08 - Spettatori: 175   | Germania      | 3 - 0 | Kazakistan    | 25-13, 25-21, 25-17               |
| 8 luglio 2017 Bulstrad Arena, Ruse Durata: 1h:59 - Spettatori: 1 250 | Bulgaria      | 3 - 2 | Corea del Sud | 20-25, 25-15, 25-14, 22-25, 15-8  |
| 9 luglio 2017 Bulstrad Arena, Ruse Durata: 1h:14 - Spettatori: 320   | Kazakistan    | 0 - 3 | Corea del Sud | 12-25, 19-25, 14-25               |
| 9 luglio 2017 Bulstrad Arena, Ruse Durata: 2h:09 - Spettatori: 2 100 | Bulgaria      | 2 - 3 | Germania      | 22-25, 25-20, 20-25, 25-17, 13-15 |

###### Girone B2
| 7 luglio 2017 Estadio Ruca Che, Neuquén Durata: 1h:07 - Spettatori: 2 000 | Croazia   | 0 - 3 | Polonia | 10-25, 9-25, 18-25                |
| 7 luglio 2017 Estadio Ruca Che, Neuquén Durata: 1h:25 - Spettatori: 4 500 | Argentina | 0 - 3 | Canada  | 18-25, 14-25, 20-25               |
| 8 luglio 2017 Estadio Ruca Che, Neuquén Durata: 1h:25 - Spettatori: 1 500 | Polonia   | 3 - 0 | Canada  | 25-22, 25-9, 25-23                |
| 8 luglio 2017 Estadio Ruca Che, Neuquén Durata: 2h:15 - Spettatori: 5 000 | Argentina | 2 - 3 | Croazia | 25-20, 28-30, 25-15, 22-25, 14-16 |
| 9 luglio 2017 Estadio Ruca Che, Neuquén Durata: 1h:35 - Spettatori: 800   | Canada    | 3 - 1 | Croazia | 23-25, 25-11, 25-11, 25-18        |
| 9 luglio 2017 Estadio Ruca Che, Neuquén Durata: 1h:12 - Spettatori: 5 000 | Argentina | 0 - 3 | Polonia | 21-25, 19-25, 14-25               |

###### Girone C2
| 7 luglio 2017 Coliseo Cerrado de Chiclayo, Chiclayo Durata: 1h:18 - Spettatori: 2 800 | Rep. Ceca  | 3 - 0 | Colombia   | 25-23, 25-21, 25-20        |
| 7 luglio 2017 Coliseo Cerrado de Chiclayo, Chiclayo Durata: 1h:37 - Spettatori: 5 000 | Perù       | 3 - 1 | Porto Rico | 17-25, 25-15, 25-19, 25-21 |
| 8 luglio 2017 Coliseo Cerrado de Chiclayo, Chiclayo Durata: 1h:41 - Spettatori: 3 000 | Porto Rico | 1 - 3 | Rep. Ceca  | 20-25, 28-26, 21-25, 18-25 |
| 8 luglio 2017 Coliseo Cerrado de Chiclayo, Chiclayo Durata: 1h:17 - Spettatori: 5 500 | Perù       | 3 - 0 | Colombia   | 25-15, 25-21, 26-24        |
| 9 luglio 2017 Coliseo Cerrado de Chiclayo, Chiclayo Durata: 1h:16 - Spettatori: 5 000 | Porto Rico | 0 - 3 | Colombia   | 16-25, 12-25, 24-26        |
| 9 luglio 2017 Coliseo Cerrado de Chiclayo, Chiclayo Durata: 1h:47 - Spettatori: 6 000 | Perù       | 1 - 3 | Rep. Ceca  | 24-26, 25-21, 22-25, 23-25 |

##### Secondo week-end
| Girone D2  | Girone E2     | Girone F2  |
| ---------- | ------------- | ---------- |
| Colombia   | Argentina     | Bulgaria   |
| Croazia    | Corea del Sud | Canada     |
| Germania   | Perù          | Porto Rico |
| Kazakistan | Polonia       | Rep. Ceca  |

###### Girone D2
| 14 luglio 2017 Baluan Sholak Sports Palace, Almaty Durata: 1h:47 - Spettatori: 1 150 | Colombia   | 3 - 1 | Croazia  | 25-27, 22-25, 8-25         |
| 14 luglio 2017 Baluan Sholak Sports Palace, Almaty Durata: 1h:40 - Spettatori: 2 500 | Kazakistan | 1 - 3 | Germania | 22-25, 25-17, 27-25, 27-25 |
| 15 luglio 2017 Baluan Sholak Sports Palace, Almaty Durata: 1h:09 - Spettatori: 1 500 | Croazia    | 0 - 3 | Germania | 24-26, 15-25, 6-25         |
| 15 luglio 2017 Baluan Sholak Sports Palace, Almaty Durata: 1h:52 - Spettatori: 2 800 | Kazakistan | 1 - 3 | Colombia | 21-25, 25-20, 25-27, 16-25 |
| 16 luglio 2017 Baluan Sholak Sports Palace, Almaty Durata: 1h:14 - Spettatori: 1 550 | Germania   | 3 - 0 | Colombia | 25-16, 25-16, 25-23        |
| 16 luglio 2017 Baluan Sholak Sports Palace, Almaty Durata: 1h:45 - Spettatori: 2 900 | Kazakistan | 3 - 1 | Croazia  | 25-22, 22-25, 25-20, 25-15 |

###### Girone E2
| 14 luglio 2017 Hala KSZO, Ostrowiec Świętokrzyski Durata: 1h:20 - Spettatori: 300   | Argentina     | 0 - 3 | Corea del Sud | 25-27, 22-25, 8-25         |
| 14 luglio 2017 Hala KSZO, Ostrowiec Świętokrzyski Durata: 2h:03 - Spettatori: 1 000 | Polonia       | 3 - 1 | Perù          | 22-25, 25-17, 27-25, 27-25 |
| 15 luglio 2017 Hala KSZO, Ostrowiec Świętokrzyski Durata: 1h:30 - Spettatori: 450   | Corea del Sud | 3 - 0 | Perù          | 26-24, 27-25, 25-15        |
| 15 luglio 2017 Hala KSZO, Ostrowiec Świętokrzyski Durata: 1h:13 - Spettatori: 1 700 | Polonia       | 3 - 0 | Argentina     | 25-10, 26-24, 25-15        |
| 16 luglio 2017 Hala KSZO, Ostrowiec Świętokrzyski Durata: 1h:53 - Spettatori: 450   | Perù          | 3 - 1 | Argentina     | 25-18, 18-25, 25-23, 25-19 |
| 16 luglio 2017 Hala KSZO, Ostrowiec Świętokrzyski Durata: 2h:05 - Spettatori: 1 700 | Polonia       | 1 - 3 | Corea del Sud | 26-24, 23-25, 19-25, 24-26 |

###### Girone F2
| 14 luglio 2017 Coliseo Roberto Clemente, San Juan Durata: 2h:01 - Spettatori: 3 000 | Rep. Ceca  | 3 - 2 | Bulgaria  | 25-27, 25-20, 12-25, 25-14, 15-9  |
| 14 luglio 2017 Coliseo Roberto Clemente, San Juan Durata: 2h:30 - Spettatori: 6 800 | Porto Rico | 3 - 2 | Canada    | 25-20, 25-21, 22-25, 20-25, 15-13 |
| 15 luglio 2017 Coliseo Roberto Clemente, San Juan Durata: 2h:01 - Spettatori: 3 200 | Bulgaria   | 3 - 1 | Canada    | 15-25, 30-28, 31-29, 25-21        |
| 15 luglio 2017 Coliseo Roberto Clemente, San Juan Durata: 1h:28 - Spettatori: 8 500 | Porto Rico | 3 - 0 | Rep. Ceca | 25-20, 25-21, 25-17               |
| 16 luglio 2017 Coliseo Roberto Clemente, San Juan Durata: 2h:13 - Spettatori: 3 000 | Rep. Ceca  | 3 - 2 | Canada    | 25-22, 18-25, 16-25, 25-23, 15-11 |
| 16 luglio 2017 Coliseo Roberto Clemente, San Juan Durata: 2h:30 - Spettatori: 8 700 | Porto Rico | 3 - 2 | Bulgaria  | 26-24, 22-25, 25-18, 33-35, 15-7  |

##### Terzo week-end
| Girone G2 | Girone H2     | Girone I2  |
| --------- | ------------- | ---------- |
| Canada    | Colombia      | Argentina  |
| Germania  | Corea del Sud | Bulgaria   |
| Perù      | Kazakistan    | Croazia    |
| Rep. Ceca | Polonia       | Porto Rico |

###### Girone G2
| 21 luglio 2017 Richmond Olympic Oval, Richmond Durata: 1h:13 - Spettatori: 1 700 | Canada    | 0 - 3 | Germania  | 17-25, 18-25, 20-25        |
| 21 luglio 2017 Richmond Olympic Oval, Richmond Durata: 1h:55 - Spettatori: 1 000 | Perù      | 1 - 3 | Rep. Ceca | 23-25, 22-25, 25-19, 17-25 |
| 22 luglio 2017 Richmond Olympic Oval, Richmond Durata: 1h:52 - Spettatori: 1 925 | Canada    | 3 - 1 | Perù      | 20-25, 25-17, 25-17, 25-21 |
| 22 luglio 2017 Richmond Olympic Oval, Richmond Durata: 1h:15 - Spettatori: 1 350 | Rep. Ceca | 0 - 3 | Germania  | 18-25, 21-25, 15-25        |
| 23 luglio 2017 Richmond Olympic Oval, Richmond Durata: 1h:43 - Spettatori: 1 950 | Canada    | 1 - 3 | Rep. Ceca | 21-25, 22-25, 25-17, 16-25 |
| 23 luglio 2017 Richmond Olympic Oval, Richmond Durata: 1h:21 - Spettatori: 1 460 | Germania  | 3 - 0 | Perù      | 25-18, 25-21, 25-23        |

###### Girone H2
| 21 luglio 2017 Suwon Gymnasium, Suwon Durata: 1h:06 - Spettatori: 250   | Colombia      | 3 - 0 | Polonia    | 25-12, 25-14, 25-17 |
| 21 luglio 2017 Suwon Gymnasium, Suwon Durata: 1h:06 - Spettatori: 3 150 | Corea del Sud | 0 - 3 | Kazakistan | 15-25, 14-25, 16-25 |
| 22 luglio 2017 Suwon Gymnasium, Suwon Durata: 1h:24 - Spettatori: 5 000 | Corea del Sud | 3 - 0 | Colombia   | 25-23, 25-20, 25-19 |
| 22 luglio 2017 Suwon Gymnasium, Suwon Durata: 1h:11 - Spettatori: 450   | Polonia       | 3 - 0 | Kazakistan | 25-12, 25-21, 25-14 |
| 23 luglio 2017 Suwon Gymnasium, Suwon Durata: 1h:31 - Spettatori: 5 000 | Corea del Sud | 3 - 0 | Polonia    | 25-23, 25-20, 25-22 |
| 23 luglio 2017 Suwon Gymnasium, Suwon Durata: 1h:19 - Spettatori: 350   | Kazakistan    | 0 - 3 | Colombia   | 22-25, 19-25, 20-25 |

###### Girone I2
| 21 luglio 2017 Varaždin Arena, Varaždin Durata: 1h:41 - Spettatori: 200 | Bulgaria   | 1 - 3 | Porto Rico | 25-17, 16-25, 18-25, 26-28        |
| 21 luglio 2017 Varaždin Arena, Varaždin Durata: 1h:51 - Spettatori: 600 | Croazia    | 1 - 3 | Argentina  | 28-26, 19-25, 16-25, 13-25        |
| 22 luglio 2017 Varaždin Arena, Varaždin Durata: 1h:20 - Spettatori: 100 | Porto Rico | 0 - 3 | Argentina  | 21-25, 15-25, 21-25               |
| 22 luglio 2017 Varaždin Arena, Varaždin Durata: 1h:08 - Spettatori: 550 | Croazia    | 0 - 3 | Bulgaria   | 18-25, 17-25, 17-25               |
| 23 luglio 2017 Varaždin Arena, Varaždin Durata: 1h:56 - Spettatori: 100 | Bulgaria   | 3 - 2 | Argentina  | 25-22, 17-25, 18-25, 25-19, 15-12 |
| 23 luglio 2017 Varaždin Arena, Varaždin Durata: 2h:03 - Spettatori: 700 | Croazia    | 2 - 3 | Porto Rico | 19-25, 20-25, 26-24, 25-19, 6-15  |

##### Classifica
| Pos | Squadra       | Pt | G | V | P | SV | SP | Ratio | PF  | PS  | Ratio |
| --- | ------------- | -- | - | - | - | -- | -- | ----- | --- | --- | ----- |
| 1.  | Corea del Sud | 25 | 9 | 8 | 1 | 26 | 5  | 5,200 | 736 | 622 | 1,183 |
| 2.  | Germania      | 23 | 9 | 8 | 1 | 25 | 6  | 4,166 | 737 | 602 | 1,224 |
| 3.  | Polonia       | 21 | 9 | 7 | 2 | 22 | 7  | 3,142 | 709 | 553 | 1,282 |
| 4.  | Rep. Ceca     | 19 | 9 | 7 | 2 | 21 | 14 | 1,500 | 775 | 764 | 1,014 |
| 5.  | Bulgaria      | 16 | 9 | 5 | 4 | 22 | 17 | 1,294 | 852 | 820 | 1,039 |
| 6.  | Porto Rico    | 12 | 9 | 5 | 4 | 17 | 19 | 0,894 | 782 | 796 | 0,982 |
| 7.  | Colombia      | 12 | 9 | 4 | 5 | 12 | 17 | 0,705 | 634 | 664 | 0,954 |
| 8.  | Canada        | 11 | 9 | 3 | 6 | 15 | 20 | 0,750 | 774 | 745 | 1,038 |
| 9.  | Perù          | 9  | 9 | 3 | 6 | 13 | 20 | 0,650 | 737 | 768 | 0,959 |
| 10. | Argentina     | 8  | 9 | 2 | 7 | 11 | 22 | 0,500 | 688 | 735 | 0,936 |
| 11. | Croazia       | 3  | 9 | 1 | 8 | 9  | 26 | 0,346 | 646 | 844 | 0,765 |
| 12. | Kazakistan    | 3  | 9 | 1 | 8 | 5  | 25 | 0,200 | 567 | 724 | 0,783 |

#### Gruppo 3

##### Primo week-end
| Girone A3         | Girone B3 |
| ----------------- | --------- |
| Australia         | Algeria   |
| Messico           | Camerun   |
| Trinidad e Tobago | Francia   |
| Ungheria          | Venezuela |

###### Girone A3
| 7 luglio 2017 Gimnasio Olímpico, Aguascalientes Durata: 1h:13 - Spettatori: 920   | Ungheria  | 3 - 0 | Trinidad e Tobago | 25-21, 25-20, 25-16        |
| 7 luglio 2017 Gimnasio Olímpico, Aguascalientes Durata: 1h:47 - Spettatori: 2 000 | Messico   | 3 - 1 | Australia         | 22-25, 25-22, 25-18, 25-23 |
| 8 luglio 2017 Gimnasio Olímpico, Aguascalientes Durata: 1h:43 - Spettatori: 1 800 | Australia | 1 - 3 | Ungheria          | 17-25, 21-25, 27-25, 19-25 |
| 8 luglio 2017 Gimnasio Olímpico, Aguascalientes Durata: 1h:41 - Spettatori: 2 800 | Messico   | 3 - 1 | Trinidad e Tobago | 22-25, 25-17, 25-19, 25-10 |
| 9 luglio 2017 Gimnasio Olímpico, Aguascalientes Durata: 1h:11 - Spettatori: 2 600 | Australia | 3 - 0 | Trinidad e Tobago | 25-20, 25-12, 25-23        |
| 9 luglio 2017 Gimnasio Olímpico, Aguascalientes Durata: 1h:22 - Spettatori: 2 400 | Messico   | 0 - 3 | Ungheria          | 21-25, 22-25, 18-25        |

###### Girone B3
| 7 luglio 2017 Palais des sports de Yaoundé, Yaoundé Durata: 2h:01 - Spettatori: 2 500 | Francia | 3 - 2 | Venezuela | 24-26, 25-12, 19-25, 25-21, 15-10 |
| 7 luglio 2017 Palais des sports de Yaoundé, Yaoundé Durata: 1h:12 - Spettatori: 3 000 | Camerun | 3 - 0 | Algeria   | 25-22, 25-11, 25-22               |
| 8 luglio 2017 Palais des sports de Yaoundé, Yaoundé Durata: 1h:05 - Spettatori: 1 000 | Francia | 3 - 0 | Algeria   | 25-14, 25-11, 25-19               |
| 8 luglio 2017 Palais des sports de Yaoundé, Yaoundé Durata: 1h:13 - Spettatori: 1 600 | Camerun | 0 - 3 | Venezuela | 20-25, 22-25, 15-25               |
| 9 luglio 2017 Palais des sports de Yaoundé, Yaoundé Durata: 1h:16 - Spettatori: 800   | Algeria | 0 - 3 | Venezuela | 15-25, 17-25, 15-25               |
| 9 luglio 2017 Palais des sports de Yaoundé, Yaoundé Durata: 1h:47 - Spettatori: 3 000 | Camerun | 1 - 3 | Francia   | 16-25, 27-25, 19-25, 16-25        |

##### Secondo week-end
| Girone C3 | Girone D3         |
| --------- | ----------------- |
| Algeria   | Australia         |
| Messico   | Camerun           |
| Ungheria  | Francia           |
| Venezuela | Trinidad e Tobago |

###### Girone C3
| 14 luglio 2017 Poliedro de Caracas, Caracas Durata: 1h:09 - Spettatori: 500   | Messico   | 0 - 3 | Ungheria | 14-25, 20-25, 13-25 |
| 14 luglio 2017 Poliedro de Caracas, Caracas Durata: 1h:11 - Spettatori: 2 000 | Venezuela | 3 - 0 | Algeria  | 28-26, 25-18, 25-18 |
| 15 luglio 2017 Poliedro de Caracas, Caracas Durata: 1h:01 - Spettatori: 300   | Algeria   | 0 - 3 | Ungheria | 7-25, 9-25, 16-25   |
| 15 luglio 2017 Poliedro de Caracas, Caracas Durata: 1h:24 - Spettatori: 2 500 | Venezuela | 3 - 0 | Messico  | 25-22, 25-22, 25-23 |
| 16 luglio 2017 Poliedro de Caracas, Caracas Durata: 1h:12 - Spettatori: 300   | Messico   | 3 - 0 | Algeria  | 25-19, 25-20, 25-19 |
| 16 luglio 2017 Poliedro de Caracas, Caracas Durata: 1h:16 - Spettatori: 1 300 | Venezuela | 0 - 3 | Ungheria | 18-25, 19-25, 23-25 |

###### Girone D3
| 14 luglio 2017 National Cycling Center, Port of Spain Durata: 1h:16 - Spettatori: 250   | Camerun           | 0 - 3 | Francia   | 21-25, 22-25, 23-25               |
| 14 luglio 2017 National Cycling Center, Port of Spain Durata: 1h:43 - Spettatori: 500   | Trinidad e Tobago | 3 - 1 | Australia | 16-25, 25-17, 26-24, 25-17        |
| 15 luglio 2017 National Cycling Center, Port of Spain Durata: 1h:36 - Spettatori: 200   | Camerun           | 3 - 1 | Australia | 19-25, 25-21, 25-15, 25-19        |
| 15 luglio 2017 National Cycling Center, Port of Spain Durata: 1h:17 - Spettatori: 950   | Trinidad e Tobago | 0 - 3 | Francia   | 20-25, 22-25, 20-25               |
| 16 luglio 2017 National Cycling Center, Port of Spain Durata: 1h:56 - Spettatori: 350   | Francia           | 3 - 2 | Australia | 17-25, 25-18, 25-23, 24-26, 15-12 |
| 16 luglio 2017 National Cycling Center, Port of Spain Durata: 1h:58 - Spettatori: 1 000 | Trinidad e Tobago | 2 - 3 | Camerun   | 18-25, 25-18, 17-25, 25-18, 10-15 |

##### Classifica
| Pos | Squadra           | Pt | G | V | P | SV | SP | Ratio  | PF  | PS  | Ratio |
| --- | ----------------- | -- | - | - | - | -- | -- | ------ | --- | --- | ----- |
| 1.  | Ungheria          | 18 | 6 | 6 | 0 | 18 | 1  | 18,000 | 475 | 341 | 1,392 |
| 2.  | Francia           | 16 | 6 | 6 | 0 | 18 | 5  | 3,600  | 539 | 448 | 1,203 |
| 3.  | Venezuela         | 13 | 6 | 4 | 2 | 14 | 6  | 2,333  | 457 | 416 | 1,098 |
| 4.  | Messico           | 9  | 6 | 3 | 3 | 9  | 11 | 0,818  | 444 | 442 | 1,004 |
| 5.  | Camerun           | 8  | 6 | 3 | 3 | 10 | 12 | 0,833  | 471 | 480 | 0,981 |
| 6.  | Australia         | 4  | 6 | 1 | 5 | 9  | 15 | 0,600  | 514 | 544 | 0,944 |
| 7.  | Trinidad e Tobago | 4  | 6 | 1 | 5 | 6  | 16 | 0,375  | 432 | 506 | 0,853 |
| 8.  | Algeria           | 0  | 6 | 0 | 6 | 0  | 18 | 0,000  | 298 | 453 | 0,657 |

### Fase finale

#### Gruppo 1

##### Fase a gironi
| Girone J1   | Girone K1   |
| ----------- | ----------- |
| Brasile     | Italia      |
| Cina        | Serbia      |
| Paesi Bassi | Stati Uniti |

###### Girone J1 - Risultati
| 2 agosto 2017 Centro Sportivo Olimpico, Nanchino Durata: 1h:25 - Spettatori: 9 000  | Cina    | 3 - 0 | Brasile     | 25-22, 25-17, 29-27               |
| 3 agosto 2017 Centro Sportivo Olimpico, Nanchino Durata: 2h:21 - Spettatori: 3 000  | Brasile | 3 - 2 | Paesi Bassi | 25-27, 25-23, 22-25, 25-22, 15-11 |
| 4 agosto 2017 Centro Sportivo Olimpico, Nanchino Durata: 2h:12 - Spettatori: 11 000 | Cina    | 3 - 2 | Paesi Bassi | 25-23, 23-25, 25-23, 20-25, 18-16 |

###### Girone J1 - Classifica
| Pos | Squadra     | Pt | G | V | P | SV | SP | Ratio | PF  | PS  | Ratio |
| --- | ----------- | -- | - | - | - | -- | -- | ----- | --- | --- | ----- |
| 1.  | Cina        | 5  | 2 | 2 | 0 | 6  | 2  | 3,000 | 190 | 178 | 1,067 |
| 2.  | Brasile     | 2  | 2 | 1 | 1 | 3  | 5  | 0,600 | 178 | 187 | 0,951 |
| 3.  | Paesi Bassi | 2  | 2 | 0 | 2 | 4  | 6  | 0,666 | 220 | 223 | 0,986 |

###### Girone K1 - Risultati
| 2 agosto 2017 Centro Sportivo Olimpico, Nanchino Durata: 2h:08 - Spettatori: 2 000 | Serbia      | 3 - 2 | Stati Uniti | 25-22, 25-17, 23-25, 18-25, 15-11 |
| 3 agosto 2017 Centro Sportivo Olimpico, Nanchino Durata: 1h:51 - Spettatori: 3 000 | Stati Uniti | 1 - 3 | Italia      | 21-25, 25-22, 22-25, 21-25        |
| 4 agosto 2017 Centro Sportivo Olimpico, Nanchino Durata: 1h:51 - Spettatori: 2 000 | Serbia      | 3 - 1 | Italia      | 25-18, 25-19, 16-25, 27-25        |

###### Girone K1 - Classifica
| Pos | Squadra     | Pt | G | V | P | SV | SP | Ratio | PF  | PS  | Ratio |
| --- | ----------- | -- | - | - | - | -- | -- | ----- | --- | --- | ----- |
| 1.  | Serbia      | 5  | 2 | 2 | 0 | 6  | 3  | 2,000 | 199 | 187 | 1,064 |
| 2.  | Italia      | 3  | 2 | 1 | 1 | 4  | 4  | 1,000 | 184 | 182 | 1,010 |
| 3.  | Stati Uniti | 1  | 2 | 0 | 2 | 3  | 6  | 0,500 | 189 | 203 | 0,931 |

##### Final Four
|  | Semifinali | Semifinali | Semifinali |                 |     | Finale | Finale  | Finale |
|  |            |            |            |                 |     |        |         |        |
|  | 1J1        | Cina       | 1          |                 |     |        |         |        |
|  | 1J1        | Cina       | 1          |                 |     |        |         |        |
|  | 2K1        | Italia     | 3          |                 |     |        |         |        |
|  | 2K1        | Italia     | 3          |                 | 2K1 | Italia | 2       |        |
|  |            |            |            |                 | 2K1 | Italia | 2       |        |
|  |            |            |            |                 |     | 2J1    | Brasile | 3      |
|  | 1K1        | Serbia     | 1          |                 |     | 2J1    | Brasile | 3      |
|  | 1K1        | Serbia     | 1          |                 |     |        |         |        |
|  | 2J1        | Brasile    | 3          |                 |     |        |         |        |
|  | 2J1        | Brasile    | 3          | Finale 3° posto |     |        |         |        |
|  |            |            |            |                 |     |        |         |        |
|  |            |            |            |                 |     | 1J1    | Cina    | 1      |
|  |            |            |            |                 |     | 1J1    | Cina    | 1      |
|  |            |            |            |                 |     | 1K1    | Serbia  | 3      |

###### Semifinali
| 5 agosto 2017 Centro Sportivo Olimpico, Nanchino Durata: 1h:50 - Spettatori: 4 000 | Serbia | 1 - 3 | Brasile | 25-20, 23-25, 14-25, 23-25 |
| 5 agosto 2017 Centro Sportivo Olimpico, Nanchino Durata: 1h:59 - Spettatori: 6 000 | Cina   | 1 - 3 | Italia  | 25-18, 23-25, 22-25, 25-27 |

###### Finale 3º posto
| 6 agosto 2017 Centro Sportivo Olimpico, Nanchino Durata: 1h:50 - Spettatori: 6 000 | Cina | 1 - 3 | Serbia | 22-25, 25-20, 23-25, 21-25 |

###### Finale
| 6 agosto 2017 Centro Sportivo Olimpico, Nanchino Durata: 2h:08 - Spettatori: 5 000 | Italia | 2 - 3 | Brasile | 24-26, 25-17, 22-25, 25-22, 8-15 |

#### Gruppo 2
|  | Semifinali    | Semifinali |                 |               | Finale    | Finale |
|  |               |            |                 |               |           |        |
|  | Corea del Sud | 3          |                 |               |           |        |
|  | Corea del Sud | 3          |                 |               |           |        |
|  | Germania      | 2          |                 |               |           |        |
|  | Germania      | 2          |                 | Corea del Sud | 0         |        |
|  |               |            |                 | Corea del Sud | 0         |        |
|  |               |            |                 |               | Polonia   | 3      |
|  | Rep. Ceca     | 1          |                 |               | Polonia   | 3      |
|  | Rep. Ceca     | 1          |                 |               |           |        |
|  | Polonia       | 3          |                 |               |           |        |
|  | Polonia       | 3          | Finale 3° posto |               |           |        |
|  |               |            |                 |               |           |        |
|  |               |            |                 |               | Germania  | 3      |
|  |               |            |                 |               | Germania  | 3      |
|  |               |            |                 |               | Rep. Ceca | 1      |

##### Semifinali
| 29 luglio 2017 Ostravar Aréna, Ostrava Durata: 2h:12 - Spettatori: 1 900 | Corea del Sud | 3 - 2 | Germania | 19-25, 13-25, 25-21, 25-18, 15-12 |
| 29 luglio 2017 Ostravar Aréna, Ostrava Durata: 2h:02 - Spettatori: 2 400 | Rep. Ceca     | 1 - 3 | Polonia  | 27-25, 20-25, 21-25, 20-25        |

##### Finale 3º posto
| 30 luglio 2017 Ostravar Aréna, Ostrava Durata: 1h:57 - Spettatori: 1 500 | Germania | 3 - 1 | Rep. Ceca | 25-23, 17-25, 25-20, 25-23 |

##### Finale
| 30 luglio 2017 Ostravar Aréna, Ostrava Durata: 1h:32 - Spettatori: 1 900 | Corea del Sud | 0 - 3 | Polonia | 19-25, 21-25, 21-25 |

#### Gruppo 3
|  | Semifinali | Semifinali |                 |          | Finale    | Finale |
|  |            |            |                 |          |           |        |
|  | Ungheria   | 3          |                 |          |           |        |
|  | Ungheria   | 3          |                 |          |           |        |
|  | Francia    | 2          |                 |          |           |        |
|  | Francia    | 2          |                 | Ungheria | 3         |        |
|  |            |            |                 | Ungheria | 3         |        |
|  |            |            |                 |          | Australia | 0      |
|  | Australia  | 3          |                 |          | Australia | 0      |
|  | Australia  | 3          |                 |          |           |        |
|  | Venezuela  | 0          |                 |          |           |        |
|  | Venezuela  | 0          | Finale 3° posto |          |           |        |
|  |            |            |                 |          |           |        |
|  |            |            |                 |          | Francia   | 3      |
|  |            |            |                 |          | Francia   | 3      |
|  |            |            |                 |          | Venezuela | 0      |

##### Semifinali
| 22 luglio 2017 AIS Arena, Canberra Durata: 2h:08 - Spettatori: 700 | Ungheria  | 3 - 2 | Francia   | 24-26, 25-18, 21-25, 25-15, 15-11 |
| 22 luglio 2017 AIS Arena, Canberra Durata: 0 - Spettatori: 0       | Australia | 3 - 0 | Venezuela | 25-0, 25-0, 25-0                  |

##### Finale 3º posto
| 23 luglio 2017 AIS Arena, Canberra Durata: 0 - Spettatori: 0 | Francia | 3 - 0 | Venezuela | 25-0, 25-0, 25-0 |

##### Finale
| 23 luglio 2017 AIS Arena, Canberra Durata: 1h:18 - Spettatori: 1 100 | Ungheria | 3 - 0 | Australia | 25-18, 25-18, 25-20 |

## Podio

### Campione
Formazione: 1 Mara Leão, 2 Mácris Carneiro, 4 Ana Carolina da Silva, 5 Adenízia da Silva, 7 Rosamaria Montibeller, 9 Roberta Ratzke, 11 Tandara Caixeta, 12 Natália Pereira, 13 Amanda Francisco, 14 Gabriella de Souza, 16 Drussyla Costa, 17 Suelen Pinto, 20 Ana Beatriz Corrêa, 21 Monique Pavão, CT: José Roberto Guimarães

### Secondo posto
Formazione: 1 Indre Sorokaite, 3 Sara Loda, 4 Sara Bonifacio, 5 Ofelia Malinov, 6 Monica De Gennaro, 7 Raphaela Folie, 8 Alessia Orro, 9 Caterina Bosetti, 10 Cristina Chirichella, 11 Anna Danesi, 13 Myriam Sylla, 16 Lucia Bosetti, 17 Paola Egonu, 18 Beatrice Parrocchiale, CT: Davide Mazzanti

### Terzo posto
Formazione: 1 Bianka Buša, 3 Sanja Malagurski, 4 Bojana Živković, 6 Tijana Malešević, 7 Ana Antonijević, 9 Brankica Mihajlović, 11 Stefana Veljković, 12 Teodora Pusić, 13 Ana Bjelica, 15 Jovana Stevanović, 16 Milena Rašić, 18 Tijana Bošković, 19 Bojana Milenković, 20 Jelena Blagojević, CT: Zoran Terzić

## Classifica finale
| Pos | Squadre           |
| --- | ----------------- |
|     | Brasile           |
|     | Italia            |
|     | Serbia            |
| 4   | Cina              |
| 5   | Paesi Bassi       |
| 5   | Stati Uniti       |
| 7   | Giappone          |
| 8   | Rep. Dominicana   |
| 9   | Russia            |
| 10  | Thailandia        |
| 11  | Turchia           |
| 12  | Belgio            |
| 13  | Polonia           |
| 14  | Corea del Sud     |
| 15  | Germania          |
| 16  | Rep. Ceca         |
| 17  | Bulgaria          |
| 18  | Porto Rico        |
| 19  | Colombia          |
| 20  | Canada            |
| 21  | Perù              |
| 22  | Argentina         |
| 23  | Croazia           |
| 24  | Kazakistan        |
| 25  | Ungheria          |
| 26  | Australia         |
| 27  | Francia           |
| 28  | Venezuela         |
| 29  | Messico           |
| 30  | Camerun           |
| 31  | Trinidad e Tobago |
| 32  | Algeria           |

## Premi individuali
| Premio                 | Nome               | Squadra |
| ---------------------- | ------------------ | ------- |
| MVP                    | Natália Pereira    | Brasile |
| Miglior palleggiatrice | Ding Xia           | Cina    |
| Miglior opposto        | Tijana Bošković    | Serbia  |
| Miglior schiacciatrice | Natália Pereira    | Brasile |
| Miglior schiacciatrice | Zhu Ting           | Cina    |
| Miglior centrale       | Ana Beatriz Corrêa | Brasile |
| Miglior centrale       | Milena Rašić       | Serbia  |
| Miglior libero         | Monica De Gennaro  | Italia  |